# Sekundærrute 233

Sekundærrute 233 er en rutenummereret landevej på Sjælland.
Ruten strækker sig fra Ballerup til Hillerød.
Rute 233 har en længde på ca. 19 km.